# My Entire High School Sinking Into the Sea
My Entire High School Sinking Into the Sea é um filme animado estadunidense de 2016 dirigido e escrito por Dash Shaw. Exibido pela primeira vez no Festival Internacional de Cinema de Toronto, conta com Jason Schwartzman e Reggie Watts no elenco.

## Elenco
- Jason Schwartzman - Dash
- Reggie Watts - Assaf
- Maya Rudolph - Verti
- Lena Dunham - Mary
- Susan Sarandon - Lunch Lady Lorraine
- Alex Karpovsky - Drake
- John Cameron Mitchell - Brent Daniels
- Matthew Maher - Senior Kyle